# Eremiaphila uvarovi
Eremiaphila uvarovi är en bönsyrseart som beskrevs av Bodenheimer 1933. Eremiaphila uvarovi ingår i släktet Eremiaphila och familjen Eremiaphilidae. Inga underarter finns listade i Catalogue of Life.